# Province constitutionnelle de Callao
Pour les articles homonymes, voir Callao (homonymie).
La province constitutionnelle de Callao, tel est son nom officiel, est située au milieu de la côte péruvienne. Elle est enclavée entre la province de Lima et l'océan Pacifique. Elle est constituée de 7 districts dont la ville de Callao. C'est la plus petite région du pays. Elle comprend le diocèse de Callao,,.

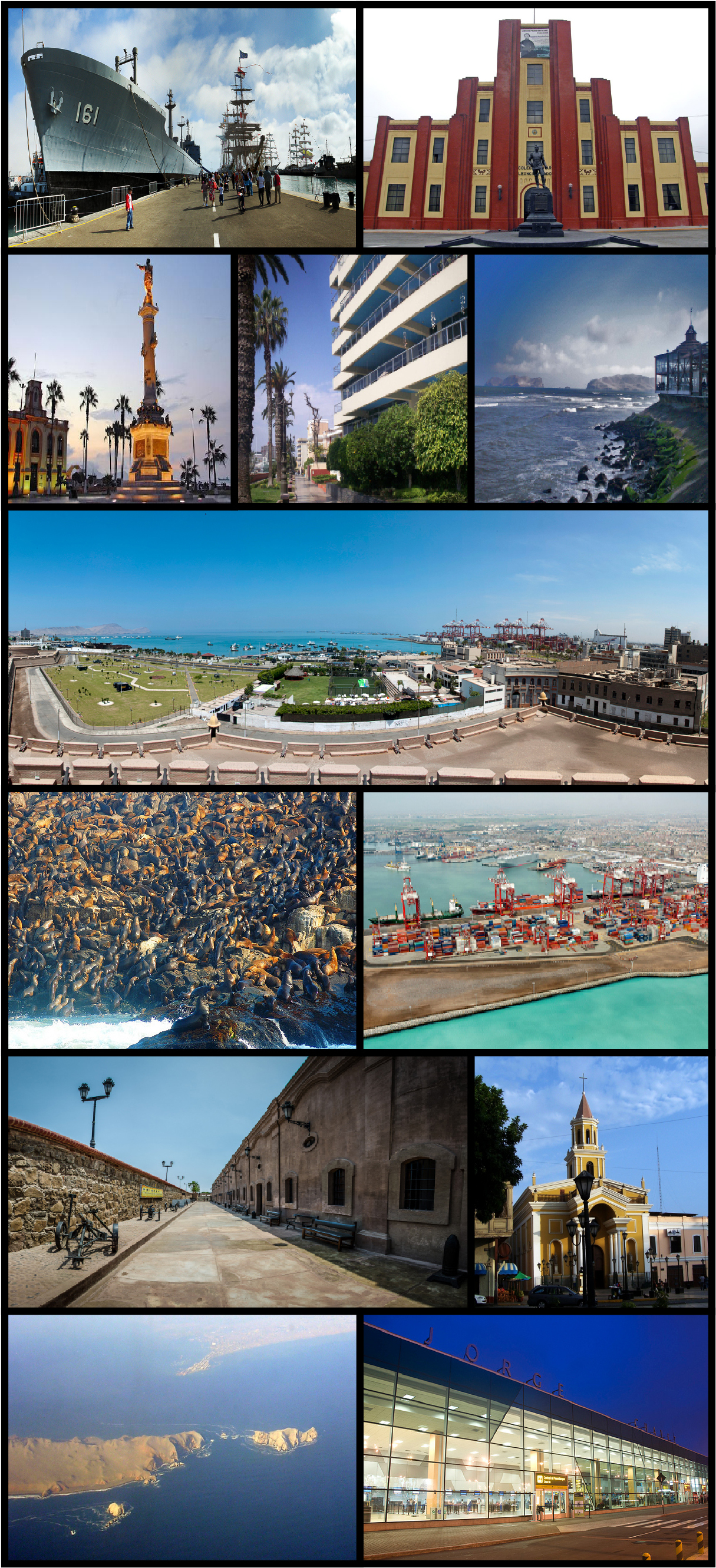
De haut en bas et de gauche à droite : navire de la Marine, collège militaire Leoncio Prado, place Miguel Grau, point de vue de La Punta, forteresse Real Felipe, Lions de mer, terminal portuaire, église de San José, Île de San Lorenzo, aéroport international Jorge Chávez.

Voici les 7 districts qui la constituent :
1. Bellavista
2. Callao
3. Carmen de la Legua
4. La Perla
5. La Punta
6. Mi Perú
7. Ventanilla

C'est le 22 avril 1852 qu'est née officiellement la province constitutionnelle du Callao, lui donnant également le titre de « fidèle et généreuse ville du Callao, asile des lois et libertés ». En effet, c'est le peuple du Callao qui permit l'indépendance du Pérou.